# مرضیه محبوب
مرضیه محبوب (زاده ۱۳۳۷ در تهران) عروسک ساز و عروسک گردان ایرانی است. وی فارغ‌التحصیل لیسانس رشته تئاتر عروسکی از دانشکده هنرهای دراماتیک در سال ۱۳۶۴ است، وی عضو هیئت‌مدیره شعبهٔ ایران اتحادیه بین‌المللی نمایشگران عروسکی و به جز عروسک‌سازی عروسک گردان نیز است، از او به عنوان مادر عروسک‌های ایرانی نیز یاد می‌شود.

## زندگی
مرضیه محبوب از کودکی تاکنون وقتش را با عروسک‌ها گذرانده است. شاید به همین دلیل دربارهٔ عروسک‌ها طوری حرف می‌زند که گویی دارد دربارهٔ آدم‌های زنده صحبت می‌کند. او دانش‌آموختهٔ رشتهٔ نمایش‌های عروسکی از دانشگاه هنر در سال ۱۳۶۴ است و فعالیتش را در تلویزیون با عروسک‌گردانی مجموعهٔ «خونهٔ مادربزرگه» آغاز کرد.
محبوب از سال ۱۳۶۶ با ایرج طهماسب و حمید جبلی شروع به همکاری می‌کند. او که آشنایی‌اش با ایرج طهماسب به زمان دانشجویی‌شان بازمی‌گردد، زمانی که طهماسب برای ارائهٔ پایان‌نامه‌اش از محبوب دعوت به همکاری کرد به او پیوست و از آن پس مرضیه محبوب برای برنامه‌های ایرج طهماسب عروسک می‌سازد، عروسک‌گردانی می‌کند و گاهی هم به جای برخی عروسک‌ها حرف می‌زند.
نتیجهٔ همکاری محبوب با طهماسب و جبلی تعداد زیادی عروسک است که کلاه‌قرمزی و پسرخاله سرشناس‌ترین‌هایشان‌اند. همهٔ دوستان و اقوام کلاه‌قرمزی هم ساختهٔ مرضیه محبوب‌اند.

## شیوهٔ کار
این عروسک‌ساز در مورد منابع اقتباسش برای ساختن شکل ظاهری عروسک‌هایش از تأثیر محیط زندگی و برآیند کلی جامعه یاد می‌کند و سن و سال و روزگاری که عروسک‌ها از سر گذرانده است. به عنوان مثال او معتقد است که این روزها حتی جوان‌ها هم موهایشان ریخته و دیدن یک جوان طاس اصلاً بعید نیست. او همچنین در ساخت عروسک‌ها اهمیت زیادی به راحتی عروسک‌گردان و خوش‌دستی عروسک می‌دهد.
با وجودی که او نسبت به دست‌ساخته‌هایش نگاهی احساسی دارد ولی وقتی برنامه‌ای تمام می‌شود و عروسک‌هایی که ساخته است به بایگانی فرستاده می‌شود چندان ناراحت نمی‌شود. او معتقد است این شخصیت‌ها آمدند، حرفشان را زدند، مسؤولیتشان را انجام دادند و حالا وقت استراحتشان است. چیزی که او را ناراحت می‌کند نه بایگانی عروسک‌هایش، که صدمه‌دیدنشان است.
در سال‌های آخر دههٔ هشتاد مرضیه محجوب نمایشگاهی از عروسک‌هایش برگزار کرد و برای همهٔ عروسک‌هایی که تا آن موقع ساخته بود شناسنامه ساخت؛ شناسنامه‌ای شامل اسم و فامیل عروسک‌ها، برنامه‌ای که در آن حضور داشته‌اند و اسم عروسک‌گردانان و صداپیشه‌های آن‌ها. تا آن زمان حدود ۱۵۰ عروسک ساخته بود، اما بعدها از تعداد کارهایش کاسته شد، چون دیگر فقط برای برنامه‌هایی که خود کارگردانی می‌کرد عروسک می‌ساخت و در سال‌های اخیر هم فقط با مجموعهٔ «کلاه‌قرمزی» همکاری داشته است.

## آثار
کارگردانی
- بزبز قندی[۲]
- خاله‌قورباغه[۲]
- موش نمکی[۲]

عروسک‌سازی
- کلاه‌قرمزی و جغجغه و فرفره
- صندوق پست
- کلاه‌قرمزی و پسرخاله
- کلاه‌قرمزی و آقای مجری
- کلاه‌قرمزی و سروناز
- کلاه‌قرمزی ۸۸
- کلاه‌قرمزی ۹۰
- کلاه‌قرمزی ۹۱
- کلاه‌قرمزی و بچه‌ننه
- کلاه‌قرمزی ۹۲
- کلاه‌قرمزی ۹۳
- کلاه‌قرمزی ۹۴
- کلاه‌قرمزی ۹۷
- مهمونی (۱۴۰۱ تا کنون)